# Last.fm
A Last.fm egy internetes rádióállomás és zeneajánló rendszer, amely 2005 augusztusában egyesült a hasonló Audioscrobbler-rel. A rendszer részletes nyilvántartást vezet minden felhasználó zenei ízléséről.
Automatikusan rögzíti a rádióállomáson meghallgatott – egy kollaboratív szűrő segítségével összeválogatott – számokat valamint a Last.fm plugin (bővítmény) segítségével az egyéb zenelejátszókon hallgatott számok adatait is.
A nyilvántartást megtekinthetjük egy testre szabható webfelületen, amelyen van némi social networking szolgáltatás és a kedvenceinkhez hasonló művészek hallgatását is felajánlja.

## Története
Az Audioscrobbler eredetileg Richard Jones kísérleti projektje volt, amikor még a Southamptoni Egyetemen számítógéptudományt hallgatott. Jones megírta az első bővítményeket és létrehozott egy API-t a fejlesztők számára, így több platformon sok lejátszót támogatni tudott. Először az Audioscrobbler csak a regisztrált felhasználók adatait rögzítette, ami a toplisták és a kollaboratív szűrő alapját képezte.
A Last.fm-et internetes rádióállomásként és zenei közösségi oldalként 2002-ben alapította Felix Millet, Marin Stiksel, Michael Breidenbruecker és Thomas Willomitzer (osztrák és német állampolgárok). Hasonló zenei profilokat használtak a dinamikus lejátszási listák megjelenítésére. A „love” és a „ban” gomb lehetővé tette a felhasználóknak, hogy egyéniesítsék a profiljukat. A Last.fm honlap 2002-ben megnyerte az Europrix-et, és 2003-ban jelölték a Prix Ars Electronica díjra.
Jelenleg az oldal 11 nyelven érhető el: angolul, németül, spanyolul, franciául, olaszul, japánul, lengyelül, portugálul, oroszul, svédül, törökül és kínaiul, egyszerűsített kínai írással.

## Vívmányok
A Last.fm felhasználói alapvetően kétféle módon alakíthatják zenei profiljukat: ha valamely lejátszó programban zenét hallgatnak (amit az Audioscrobbler plugin jegyez), vagy ha a Last.fm internetes rádióját használják a Last.fm kliens programmal. A lejátszott dalokat a rendszer elnaplózza, és az ebben szereplő előadókból/dalokból kalkulálja ki a heti és összesített toplistákat, valamint az ajánlott zenéket („My Radio”).
Ezt az automatikus zenefeljegyzést scrobbling-nak nevezték el. A felhasználói lapok tartalmaznak egy „Recently Played tracks” részt, ahol a legutóbb hallgatott számok jelennek meg. Ez, és a további listák elérhetőek olyan formátumban, amivel könnyedén beilleszthetők egy blogba vagy egy internetes fórumra aláírásként.

## Last.fm rádió
A Last.fm rádióállomásai jelentős mértékben személyre szabhatóak. Az állomások profilját a felhasználó személyes zene-nyilvántartásai alapján a szomszédokéin vagy a kedvencnek jelölt számok alapján állíthatjuk össze.
Közös érdeklődésű vagy egymáshoz közel élő csoportoknak is lehet csatornája, ha elegen összegyűlnek, hasonlóképpen minden címkéhez tartozhat csatorna, ha elég zene gyűlt össze egy címke alatt.
Egy művész lista alapján is létrehozhatunk állomást és minden művész lapján megtaláljuk a hozzá hasonló művészek és a rajongóik rádióit is.
Az állomások mp3 adatfolyamot (stream) használnak, ami 128 kbit/s 44.1 kHz-en van kódolva, ezt a weblap flash lejátszóján, vagy a letölthető Last.fm kliensprogrammal hallgathatjuk. Ezen kívül van még jó néhány közösség által fejlesztett lejátszó valamint egy proxy is.
2007. februári fejlemény, hogy a regisztrált felhasználók beépíthetik a lejátszót a saját honlapjukba vagy blogjukba.

## A Last.fm kliensprogramja
2005 augusztusa előtt a Last.fm egy egyszerű stream-en sugárzott műsort és ezt tetszőleges zenelejátszóban és a böngészőablakban is hallgathattuk. Ezt később megszüntették, mert nehéz volt karbantartani. Jelenleg a Last.fm kliens program az egyetlen hivatalosan támogatott zenelejátszó a streamekhez, ez magába foglalja a Last.fm lejátszóját és a számrögzítő bővítményt is. A program szabad szoftver GNU General Public License licenccel és GNU/Linux, Mac OS X és Microsoft Windows rendszeren is fut. A lejátszó kijelzi az éppen játszott szám címét, előadóját és az albumot valamint az albumborítót, ha az elérhető.
A lejátszó három legfontosabb gombja:
- Love (szeret) ezzel a kedvenceink közé vehetjük fel az aktuális zenét,
- Skip (kihagy) kihagyhatjuk a számot, a következőre ugrik,
- Ban (tilt) ha lenyomjuk, biztos nem lesz még egyszer az aktuális szám.

A love és ban gombok befolyásolják a nyilvántartási lapunkat, a skip gomb nem.
A lejátszó további gombjai:
- Share (megoszt) ezzel ismerőseinknek küldhetünk el számokat, az elküldött számok bekerülnek a "My Recommendations" listájukba (személyes beállításuktól függően),
- Tag (felcímkéz) ezzel a gombbal felcímkézhetjük az éppen hallgatott számot vagy előadót vagy albumot,
- Playlist (Lejátszási lista) saját Playlisthez adhatjuk az éppen hallgatott számot,
- Stop (megállít)

Ezenfelül a lejátszóban van még egy hangerőszabályzó is.
A klienssel együtt telepíthetjük a médialejátszó-bővítményeket is, amelyek automatikusan nyilvántartásba vesznek minden lejátszott zeneszámot.
A program lehetővé teszi, hogy apróbb változtatásokat tegyünk a nyilvántartó lapunkon, például nemrég játszott számokat és művészeket törölhetünk a kedvencek, tiltottak és nemrég hallgatott zenék listáiról. Egyszerűen címkézhetünk számokat webböngésző nélkül, és saját rádióállomást hozhatunk létre több hasonló művészre alapozva.

## Audioscrobbler bővítmény (plugin)
A Last.fm képes nyilvántartást készíteni közvetlen a számítógépen hallgatott zenék alapján is. Egy letölthető médialejátszó-bővítmény automatikusan elküldi minden olyan számnak a címét és előadóját az adatbázisba, amelynek meghallgattuk a felét vagy az első négy percét, attól függően, melyik van hamarabb.
Ha beletekerünk a számba, a 30 másodpercnél rövidebb, vagy hiányzik belőle a metadata, nem küldi fel. Betárcsázós internetnél, a következő csatlakozáskor küldi fel az adatokat.

### Támogatott médialejátszók
A következő lejátszók alapból támogatják az audioscrobblert (számok nyilvántartásba küldését).
- 1by1
- AlbumPlayer
- Amarok
- Audacious
- Banshee
- BMPx
- Helium Music Manager
- Herrie
- Listen
- MediaPortal
- MP3Toys
- Rhythmbox
- VUPlayer
- Kodi (volt XBMC)
- YamiPod
- Exaile
- MusicBee

Az alábbiakhoz letölthető a bővítmény innen:
- AmigaAMP
- Banshee
- Beep Media Player
- foobar2000
- gmusicbrowser (nem-hivatalos plugin)
- iTunes
- LAUNCHcast (via LaunchScrobbler)
- J. River Media Center
- MediaMonkey (Winamp plugin)
- Muine (nem-hivatalos plugin)
- MPD (nem-hivatalos, mpdscribble, scmpc)
- musikCube (nem-hivatalos beta plugin)
- Noatun
- Pandora (music service) (LastFM Firefox Extension, vagy PandoraFM vagy OpenPandora)
- Pocket Player
- Rhythmbox
- Quintessential Player/QCD
- Quod Libet
- SlimServer
- Songbird
- Winamp
- Windows Media Player
- XMMS
- XMPlay
- Yahoo Music Engine